# Kabinett Fanfani II
Das Kabinett Fanfani II wurde am 1. Juli 1958 durch Ministerpräsident Amintore Fanfani gebildet und befand sich bis zum 14. Februar 1959 im Amt. Es löste das Kabinett Zoli ab und wurde durch das Kabinett Segni II abgelöst.

## Kabinett

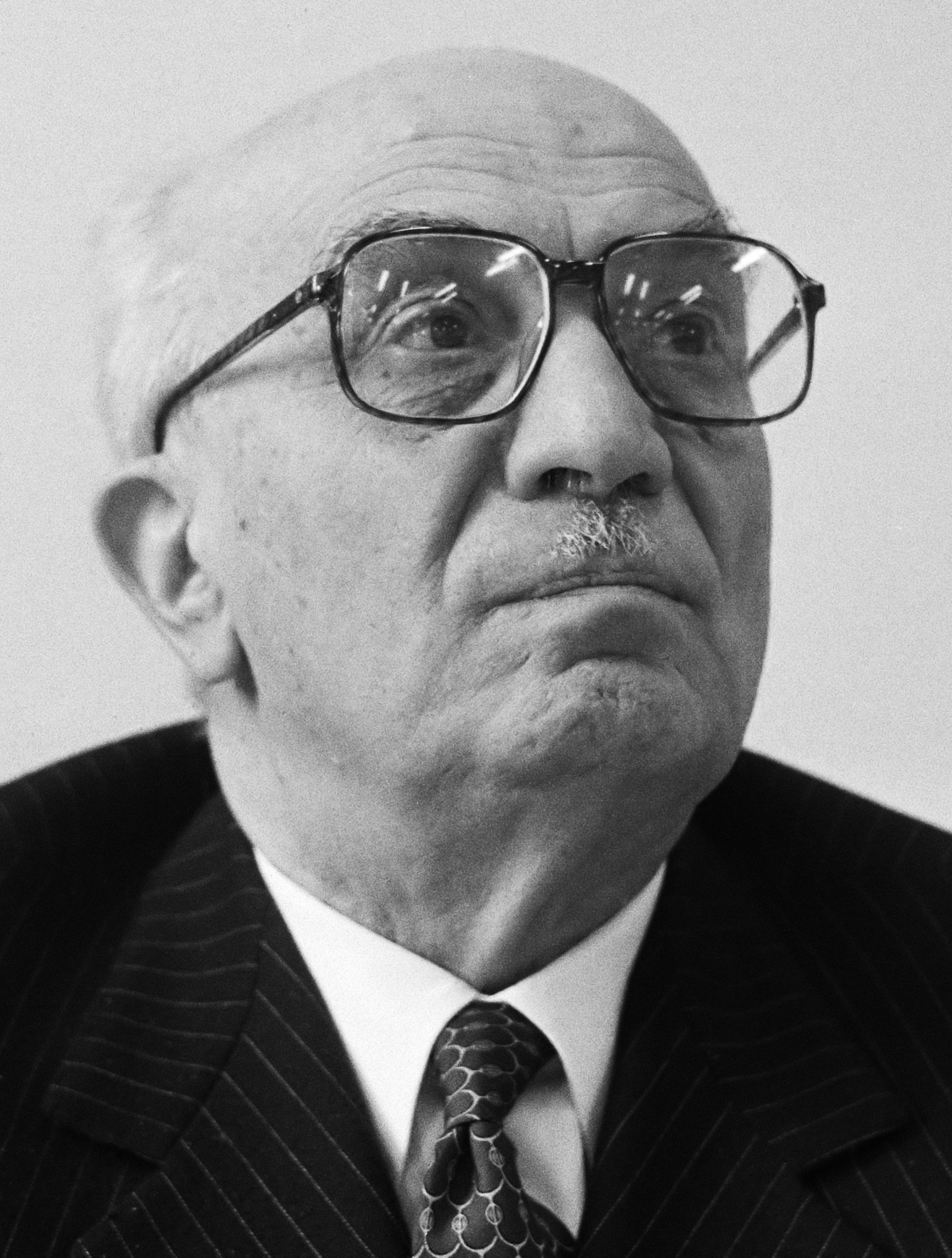
Amintore Fanfani

Dem Kabinett gehörten folgende Minister an:
| Amt                                                                       | Name                  | Parlamentsmandat        | Anmerkungen |
| ------------------------------------------------------------------------- | --------------------- | ----------------------- | --- |
| Ministerpräsident                                                         | Amintore Fanfani      | Camera dei deputati     | zugleich Außenminister |
| Vize-Ministerpräsident                                                    | Antonio Segni         | Camera dei deputati     | |
| Minister beim Ministerpräsidenten                                         | Giulio Pastore        | Camera dei deputati     | zugleich Vorsitzender des Ministerausschusses für die Angelegenheiten von Süditalien                                              |
| Minister ohne Geschäftsbereich für die Reform der öffentlichen Verwaltung | Camillo Giardina      | Senato della Repubblica | |
| Minister ohne Geschäftsbereich für die Beziehungen zum Parlament          | Rinaldo Del Bo        | Camera dei deputati     | |
| Außenminister                                                             | Amintore Fanfani      | Camera dei deputati     | zugleich Ministerpräsident |
| Innenminister                                                             | Fernando Tambroni     | Camera dei deputati     | |
| Justizminister                                                            | Guido Gonella         | Camera dei deputati     | |
| Haushaltsminister                                                         | Giuseppe Medici       | Senato della Repubblica | |
| Finanzminister                                                            | Luigi Preti           | Camera dei deputati     | |
| Schatzminister                                                            | Giulio Andreotti      | Camera dei deputati     | |
| Verteidigungsminister                                                     | Antonio Segni         | Camera dei deputati     | |
| Minister für öffentlichen Unterricht                                      | Aldo Moro             | Camera dei deputati     | |
| Minister für öffentliche Arbeiten                                         | Giuseppe Togni        | Camera dei deputati     | |
| Minister für Landwirtschaft und Forsten                                   | Mario Ferrari Aggradi | Camera dei deputati     | |
| Verkehrsminister                                                          | Armando Angelini      | Senato della Repubblica | |
| Minister für Post und Telekommunikation                                   | Alberto Simonini      | Camera dei deputati     | |
| Minister für Industrie und Handel                                         | Giorgio Bo            | Senato della Repubblica | |
| Minister für Arbeit und Sozialversicherung                                | Ezio Vigorelli        | Camera dei deputati     | |
| Außenhandelsminister                                                      | Emilio Colombo        | Camera dei deputati     | |
| Minister für die Handelsmarine                                            | Giuseppe Spataro      | Camera dei deputati     | |
| Minister für staatliche Beteiligungen                                     | Edgardo Lami Starnuti | Senato della Repubblica | |
| Gesundheitsminister                                                       | Vincenzo Monaldi      | Senato della Repubblica | Beginn der Amtszeit am 14. August 1958 davor vom 3. Juli bis 14. August 1958 Hochkommissar für Hygiene und öffentliche Gesundheit |
| Stellvertretende Hochkommissarin für Hygiene und öffentliche Gesundheit   | Angela Gotelli        | Camera dei deputati     | Amtszeit vom 3. Juli bis 14. August 1958                                                                                          |